# آنا ناجاتا
آنا ناجاتا (باليابانية: 永田杏奈) (و. 1982 – م) هي ممثلة، وتارينتو، وعارضة، من اليابان، ولدت في طوكيو.

## وصلات خارجية
- آنا ناجاتا على موقع IMDb (الإنجليزية)
- آنا ناجاتا على موقع ألو سيني (الفرنسية)
- آنا ناجاتا على موقع قاعدة بيانات الأفلام السويدية (السويدية)
- آنا ناجاتا على موقع قاعدة بيانات الفيلم (الإنجليزية)
- آنا ناجاتا على موقع كينوبويسك (الروسية)